# Sympistis exacta
Sympistis exacta là một loài bướm đêm thuộc họ Noctuidae. Loài này có ở Cận Đông tới Trung Á và Mông Cổ.
Con trưởng thành bay từ tháng 6 đến tháng 8. Có một lứa một năm.